# 滑板少年 (紀錄片)
《滑板少年》（英語：Minding The Gap）是美籍華裔青年導演劉冰的2018年紀錄片。影片講述美國伊利諾伊州羅克福德三位熱愛滑板的年輕人走到一起的故事。爛番茄給予本片100%的新鮮度，影片獲得日舞影展美國紀錄片評審團特別獎最佳突破電影製作獎，並被提名為第91屆奧斯卡金像獎最佳紀錄片獎。

## 發行
影片於2018年日舞影展首映，獲得美國紀錄片評審團特別獎最佳突破電影製作獎。2018年6月，Hulu買下影片發行權，于2018年8月17日在影院和Hulu發行該片。公共广播电视公司於在《POV》欄目中2019年2月18日播出本片。

## 評價
《滑板少年》是劉冰的首部長片電影。《紐約時報》的A·O·史考特說“這部令人感到詫異的紀錄長片，是21世紀美國種族、階級和成年的豐富且令人信服的論文。”《大西洋月刊》的蘇菲·吉爾伯特（Sophie Gilbert）說這是“電影製作的一次非凡壯舉”。《紐約客》的理查德·布羅迪認為滑板鏡頭“僅是電影的背景”，其“內含——國人的創傷、體制性種族主義和經濟混亂，也是社會的主要內容，幾近親密的關係催生出一部視角和政治深度廣闊的電影”。影片在爛番茄網站上獲得100%的“新鮮度”。前美國總統、伊利諾伊人巴拉克·歐巴馬將電影評為個人2018年最佳。
影片獲獨立精神獎最佳紀錄片獎和比虛構更真實獎，還斬獲五項評論家選擇電影獎，入選國家評論協會最佳紀錄片名單。紐約影評人協會授予本片最佳纪录片。影片還獲得第91屆奧斯卡金像獎最佳紀錄片獎提名。
2022年，爛番茄網站整理「有史以來最好的81部亞裔美國電影」名單，本片排名第1名。

## 外部連結
- 官方網站 （页面存档备份，存于）
- 爛番茄上《滑板少年》的資料（英文）
- 互联网电影数据库（IMDb）上《滑板少年》的资料（英文）
- Metacritic上《滑板少年》的資料（英文）
- 时光网上《滑板少年》的資料（简体中文）
- 豆瓣电影上《滑板少年》的資料 （简体中文）
- 開眼電影網上《滑板少年》的資料（繁體中文）